# دكتور إيفل
دكتور ايفل شخصية خيالية ظهرت بالتلفاز اداها الممثل مايك مايرز في سلسلة أفلام أوستن باورز.

## روابط خارجية
- دكتور إيفل على موقع ميوزك برينز (الإنجليزية)
- دكتور إيفل على موقع ديسكوغز (الإنجليزية)